# Версаль (Іллінойс)
Версаль (англ. Versailles) — селище (англ. village) в США, в окрузі Браун штату Іллінойс. Населення — 446 осіб (2020).

## Географія
Версаль розташований за координатами 39°53′2″ пн. ш. 90°39′32″ зх. д. / 39.88389° пн. ш. 90.65889° зх. д. (39.883850, -90.658982).  За даними Бюро перепису населення США в 2010 році селище мало площу 2,43 км², з яких 2,42 км² — суходіл та 0,01 км² — водойми.

## Демографія
Згідно з переписом 2010 року, у селищі мешкало 478 осіб у 219 домогосподарствах у складі 137 родин. Густота населення становила 197 осіб/км².  Було 248 помешкань (102/км²).
Расовий склад населення:
| - 98,5 % — білих - 0,4 % — корінних американців - 0,4 % — чорних або афроамериканців |

До двох чи більше рас належало 0,6 %. Частка іспаномовних становила 1,5 % від усіх жителів.
За віковим діапазоном населення розподілялося таким чином: 22,0 % — особи молодші 18 років, 59,4 % — особи у віці 18—64 років, 18,6 % — особи у віці 65 років та старші. Медіана віку мешканця становила 43,8 року. На 100 осіб жіночої статі у селищі припадало 98,3 чоловіків;  на 100 жінок у віці від 18 років та старших — 92,3 чоловіків також старших 18 років.
Середній дохід на одне домашнє господарство  становив 58 031 долар США (медіана — 52 847), а середній дохід на одну сім'ю — 67 766 доларів (медіана — 57 500). За межею бідності перебувало 6,7 % осіб, у тому числі 13,2 % дітей у віці до 18 років та 0,0 % осіб у віці 65 років та старших.
Цивільне працевлаштоване населення становило 251 осіб. Основні галузі зайнятості: освіта, охорона здоров'я та соціальна допомога — 24,3 %, оптова торгівля — 22,3 %, публічна адміністрація — 15,5 %, будівництво — 9,2 %.